# ستانلي دوست
ستانلي دوست (بالإنجليزية: Stanley Doust)‏ مواليد 28 مارس 1879 في سيدني، أستراليون - الوفاة 13 ديسمبر 1961 في لندن، كان لاعب كرة مضرب أسترالي بدأ مسيرته كمحترف سنة 1904 وكان يلعب باليد اليمنى، اعتزل اللعب في 1923. أعلى تصنيف له في الفردي كان المركز الـ 8 في سنة 1913.

## روابط خارجية
- ستانلي دوست على موقع رابطة محترفي التنس (الإنجليزية)
- ستانلي دوست على موقع الاتحاد الدولي لكرة المضرب (الإنجليزية)
- ستانلي دوست على موقع كأس ديفيز (الإنجليزية)
- ستانلي دوست على موقع خلاصة التنس.كوم (الإنجليزية)